# Marie Line
Marie-Line Marolany, beter bekend als Marie Line (geboren te Saint-Raphaël), is een Frans zangeres.

## Biografie
Marolany werd geboren aan de Côte d'Azur uit Martinikaanse ouders. Haar vader is saxofonist en begint reeds op jonge leeftijd te zingen in de groep van haar broers, Marché Noir. Enkele jaren later wordt ze intern aangeduid om Frankrijk te vertegenwoordigen op het Eurovisiesongfestival 1998, dat gehouden werd in het Britse Birmingham. Met het nummer Où aller op de 24ste en voorlaatste plaats, met amper drie punten.